# Lathyrus nissolia
Gesse sans vrille, Gesse de Nissole
Espèce
Statut de conservation UICN

 LC  : Préoccupation mineure
Lathyrus nissolia, la Gesse sans vrille ou Gesse de Nissole, est une espèce de la famille des Fabacées.

## Répartition
C'est une plante herbacée annuelle trouvée en Europe.

## Description
Les feuilles sont très allongées, simples, sans vrille, semblables à celles des poacées (graminées).

Les fleurs sont rose vif, solitaires ou groupées par deux, portées par un long et mince pédoncule.

## Statut de protection
L'espèce est légalement protégée en Belgique. Elle figure sur la liste rouge des plantes de Suisse.

## Taxonomie
La plante a été décrite par Tournefort. Elle honore Guillaume Nissole (1647–1734), professeur à Montpellier.